# 橋本雅邦

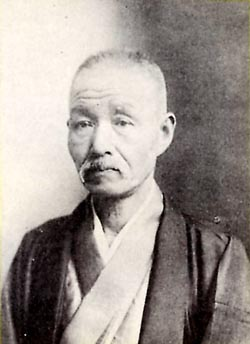
橋本雅邦

橋本 雅邦 (1835年—1908年) 是日本画家。出生於江户。主要作品『月夜山水』『白雲紅樹圖』『龍虎圖屏風』『春秋山水圖』等。門下有雅邦四天王之稱的西鄉孤月、橫山大觀、下村觀山、菱田春草以及川合玉堂、橋本靜水等人。

## 外部連結
- . kotobank （日语）.